# Ursus savini
Ursus savini — викопний вид ведмедя, викопні рештки якого датуються періодом середнього плейстоцену (приблизно 700—140 000 років тому) і були знайдені в Європі.

## Опис
Ursus savini був дуже схожий на відомого печерного ведмедя, але був значно менший за розміром; він не повинен був перевищувати розмір нинішнього європейського бурого ведмедя. Череп Ursus savini був маленьким порівняно з черепом інших ведмедів, але дуже міцним. Виличні дуги, наприклад, були надзвичайно короткими та широкими. Череп, особливо у чоловіків, мав дуже помітну лобову частину та мав досить високий нейрокраніум. Морда була дуже короткою, а лобові пазухи відходили далеко назад. Потилиця була дуже глибока в області зовнішнього потиличного виступу. Нижні щелепи також були міцними та високими, а вінцевий відросток нижньої щелепи був вертикальним.

## Класифікація
Ursus savini був уперше описаний у 1922 році на основі викопних останків, знайдених у ґрунтах середнього плейстоцену в Англії. Інші скам'янілості, знайдені на Краснодарщині, були описані Борисяком в 1930 році як U. spelaeus rossicus. Згодом інші добре збережені останки з району Мішін Камік (північно-західна Болгарія) дозволили зрозуміти, що різноманітні скам'янілості, знайдені раніше, належали одному виду вимерлого ведмедя: найбільш архаїчні форми відомі як U. savini, а ті, що більш похідні та новітні (з Росії та Болгарії) відомі як U. savini rossicus.
Здається, що Ursus savini, попри те, що він дуже схожий за морфологією на добре відомого печерного ведмедя (Ursus spelaeus), насправді належав до побічної гілки еволюції роду Ursus і не був нащадком еволюційної лінії, яка почалася з ведмедем Денінгера (Ursus deningeri), кульмінацією якого є Ursus ingressus та U. spelaeus (Спасов та ін., 2017).

## Палеобіологія
Ці тварини були пристосовані до середовища існування, яке складається з мозаїки лісів і відкритих місцевостей у горбистій місцевості. Ursus savini розвинув чудові здібності до подрібнення рослинної їжі, але не мав великих рухових здібностей (Spassov et al., 2017).